# Karin Hardt
 (octobre 2021).
Si vous disposez d'ouvrages ou d'articles de référence ou si vous connaissez des sites web de qualité traitant du thème abordé ici, merci de compléter l'article en donnant les références utiles à sa vérifiabilité et en les liant à la section « Notes et références ».
Pour les articles homonymes, voir Hardt.
Karin Therese Meta Hardt (née le 28 avril 1910 à Altona, morte le 5 mars 1992 à Berlin) est une actrice autrichienne.

## Biographie
Fille d'un commerçant, elle prend des cours privés de théâtre auprès d'Alex Otto et a des engagements de théâtre à Mönchengladbach et Altenbourg. En 1931, elle fait ses débuts au cinéma dans Vater geht auf Reisen et devient rapidement une star populaire. Pendant la Seconde Guerre mondiale, elle joue rarement.
Après la guerre, elle ne fait que quelques autres apparitions au cinéma, elle joue à nouveau principalement au théâtre, entre autres à Berlin, Hambourg, Aix-la-Chapelle et Cologne.
À partir des années 1960, on lui propose de plus en plus de rôles à la télévision. En 1991, elle est devant la caméra une dernière fois dans le téléfilm Mrs. Harris und der Heiratsschwindler.
Karin Hardt se marie au réalisateur Erich Waschneck en 1933. Son deuxième mariage qui finit en divorce se fait avec Rolf von Goth.
En 1983, elle reçoit le Filmband in Gold pour l'ensemble de sa carrière.

## Filmographie partielle
- 1931 : Vater geht auf Reisen
- 1932 : Jeunes Filles en bateau d'Erich Waschneck
- 1932 : An heiligen Wassern
- 1933 : Die blonde Christl (de)
- 1933 : Hände aus dem Dunkel, d'Erich Waschneck
- 1933 : L'Homme des services secrets (Ein gewisser Herr Gran)
- 1933 : Abel et son harmonica
- 1934 : Zwischen Himmel und Erde
- 1935 : Die törichte Jungfrau
- 1935 : Barcarole (de)
- 1935 : L'Amour musicien
- 1936 : Arzt aus Leidenschaft
- 1936 : Port-Arthur
- 1938 : Die Umwege des schönen Karl
- 1938 : La Femme au carrefour (de)
- 1939 : Menschen vom Varieté
- 1939 : Fasching
- 1939 : Faux coupables
- 1941 : Kameraden
- 1943 : Liebe, Leidenschaft und Leid (de)
- 1944 : Schicksal am Strom
- 1945 : Via Mala
- 1948 : Eine reizende Familie (de)
- 1949 : Madonna in Ketten (de)
- 1950 : Der Dorfmonarch
- 1950 : Vier Treppen rechts
- 1955 : Die Toteninsel (de)
- 1955 : Suchkind 312 (de)
- 1955 : Dornröschen (de)
- 1958 : Terminus amour
- 1960 : Einer von Sieben (TV)
- 1961 : Ville sans pitié
- 1963 : Bei uns zu Haus  (série télévisée, 13 épisodes)
- 1965 : Der Forellenhof (de) (série télévisée, 6 épisodes)
- 1968 : Einer fehlt beim Kurkonzert (de) (TV)
- 1969 : Ein Jahr ohne Sonntag (TV)
- 1976-1977 : Die Unternehmungen des Herrn Hans (série télévisée, 10 épisodes)
- 1977 : Ein Mann kam im August (série télévisée, 6 épisodes)
- 1978 : C'est mon gigolo
- 1981 : Tatort: Slalom (de)
- 1984 : Tatort: Verdeckte Ermittlung (de)
- 1985 : Levin und Gutman (série télévisée, 13 épisodes)
- 1985–1986 : La Clinique de la Forêt-Noire (série télévisée, 21 épisodes)
- 1991 : Die Wicherts von nebenan (de) (série télévisée, 10 épisodes)
- 1991 : Mrs. Harris und der Heiratsschwindler (TV)
- 1992 : Mit Herz und Schnauze (TV)

## Crédit d'auteurs
- (de) Cet article est partiellement ou en totalité issu de l’article de Wikipédia en allemand intitulé « Karin Hardt » (voir la liste des auteurs).